# 菅野真衣
菅野真衣（日语：／ Kanno Mai，1998年8月14日—）是日本的女性聲優。出生于東京都。經紀公司株式會社Mausu Promotion。

## 演出作品
※粗體字表示說明飾演的主要角色。

### 電視動畫
2014年
- 關於完全聽不懂老公在說什麼的事（愛）

2019年
- 偶像學園 on Parade！（學生、小孩）

2020年
- 偶像學園 on Parade！（店內的偶像、小島心）
- 在魔王城說晚安（女性）
- IDOLiSH7 Second BEAT!（觀眾D）

2021年
- 偶像榮耀（川咲櫻）
- 偶像學園Planet！（觀眾）
- 結城友奈是勇者-大滿開之章-

2022年
- 戀上換裝娃娃（野薔薇）
- 理科生墜入情網，故嘗試證明。r=1-sinθ（女孩子）
- 轉生賢者的異世界生活～取得第二職業，成為世界最強～（史萊姆[3]）
- 組長女兒與保姆（莎拉·維爾松）
- 影宅 2nd Season（莉茲）
- 機動戰士鋼彈 水星的魔女（學生）

2023年
- 最強陰陽師的異世界轉生記（觀眾D）
- World Dai Star（觀眾C、觀眾B）
- 我的新上司是天然呆（小孩）

2024年
- Re:Monster（紅短髮[4]）
- 2.5次元的誘惑（部員、工作人員）
- 孤單一人的異世界攻略（辣妹A[5]）
- 村井之戀（女兒）
- 魔王2099（女學生B）

2025年
- 群花綻放、彷如修羅（播音員）

### 劇場版動畫
2019年
- 劇場版 歌之王子殿下 真愛KINGDOM（觀眾）

### 遊戲
時期不明
- 反轉聯盟（クロノス、シルリー、サキュバス）
- 逆轉奧賽羅

2019年
- Crash Fever（モーツァルト）
- 最終休止符 -無止境的螺旋物語-（[6]）

2020年
- 櫻花革命～綻放的少女們～

2021年
- 天華百劍 -斬-（熊野三所權現長光）
- 偶像榮耀（川咲櫻[7]）
- （[8]）

2022年
- eBASEBALLパワフルプロ野球2022
- BLUE REFLECTION TIE/帝（詩的朋友）

2023年
- （雙葉桐華[9]）

2024年
- 問答RPG 魔法使與黑貓維茲（[10]）
- 蔚藍檔案（元宮千秋）